# 猫洞通
猫洞通（ねこがほらとおり）は、愛知県名古屋市千種区の町名。現行行政地名は猫洞通1丁目から猫洞通5丁目。住居表示未実施。

## 地理
名古屋市千種区東部の丘陵地帯に位置し、東は田代町字鹿子殿、西は日和町・本山町、南は橋本町・鹿子町・東明町、北は池上町、南西は末盛通・東山通に接する。
町域は平和公園に至る猫洞通1丁目交差点から本山交差点までの市道の沿線である。一部区間には、町名の由来となった猫ヶ洞池を源流の1つとする準用河川山崎川が暗渠化されて流れている。

## 歴史

### 町名の由来
猫ヶ洞池にちなむとされている。
猫ヶ洞の由来は、周辺の地名であった「金子硲（かねこはざま）」が変化したという説、この付近の山を「兼子（かねこ）山」と呼んでいたのでそれが訛って「ねこがほら」になったという説、磯谷滄州が中国の猫堂にちなんで命名したという説、の3つの説が存在する。

### 沿革
- 1945年9月20日 - 千種区田代町の一部より成立[1]。
- 1964年1月10日 - 一部を徳川山町へ編入[1]。

## 世帯数と人口
2019年（平成31年）1月1日現在の世帯数と人口は以下の通りである。
| 町丁   | 世帯数  | 人口    |
| ------ | ------- | ------- |
| 猫洞通 | 743世帯 | 1,540人 |

## 学区
市立小・中学校に通う場合、学校等は以下の通りとなる。また、公立高等学校に通う場合の学区は以下の通りとなる。
| 番・番地等 | 小学校               | 中学校               | 高等学校 |
| ---------- | -------------------- | -------------------- | -------- |
| 全域       | 名古屋市立東山小学校 | 名古屋市立東星中学校 | 尾張学区 |

## 施設
- 名古屋猫洞郵便局
- 猫洞保育園

## 猫洞通に通ずる道路の愛称
- キャットロード（名古屋市千種区本山交差点から猫洞通1丁目交差点までの区間）

## その他

### 日本郵便
- 郵便番号 : 464-0032[WEB 3]（集配局：千種郵便局[WEB 10]）。

### WEB
1. ↑  “愛知県名古屋市千種区の町丁・字一覧”.   人口統計ラボ. 2019年2月9日閲覧。
2. 1 2  “町・丁目(大字)別、年齢(10歳階級)別公簿人口(全市・区別)”.   名古屋市 (2019年1月23日). 2019年1月23日閲覧。
3. 1 2  “郵便番号”.  日本郵便. 2019年1月6日閲覧。
4. ↑  “市外局番の一覧”.   総務省. 2019年1月6日閲覧。
5. ↑  “千種区の町名一覧”.   名古屋市 (2015年10月21日). 2019年1月12日閲覧。
6. ↑  “二級河川山崎川水系河川整備計画”. 緑政土木局河川部河川計画課 (名古屋市). (2010年5月24日) 2017年10月14日閲覧。
7. ↑  “日本全国に存在！「猫」のつく地名とその由来12選”.   ねこちゃんほんぽ（ピーネストジャパン） (2021年1月18日). 2021年1月19日閲覧。
8. ↑  “市立小・中学校の通学区域一覧”.   名古屋市 (2018年11月10日). 2019年1月14日閲覧。
9. ↑  “平成29年度以降の愛知県公立高等学校（全日制課程）入学者選抜における通学区域並びに群及びグループ分け案について”.   愛知県教育委員会 (2015年2月16日). 2019年1月14日閲覧。
10. ↑  郵便番号簿 平成29年度版 - 日本郵便. 2019年01月06日閲覧 (PDF)

### 書籍
1. 1 2 3  名古屋市計画局 1992, p. 731.
2. ↑  「角川日本地名大辞典」編纂委員会 1989, p. 1469.
3. ↑  名古屋市計画局 1992, p. 279.